# Équipe des Seychelles féminine de volley-ball
L'équipe des Seychelles de volley-ball féminin est l'équipe nationale qui représente les Seychelles dans les compétitions internationales de volley-ball féminin. Elle est 36e au classement de la Fédération internationale de volley-ball (octobre 2015).
Les Seychelles sont notamment championnes d'Afrique en 2001.

## Palmarès
- Championnat d'Afrique
  - Vainqueur (1) : 2001

- Jeux des îles de l'océan Indien
  - Vainqueur (3) : 2003, 2011 et 2015
  - Deuxième (1) : 2007